# 매사추세츠 인사행정처 대 피니 사건
매사추세츠 인사행정처 대 피니 사건(Personnel Administrator of Massachusetts v. Feeney, 442 U.S. 256 (1979))은 제대군인에 고용 혜택을 주도록 규정한 법이 합헌이라고 판결한 미국 연방 대법원의 판례이다. 제대군인에 고용 혜택을 주는 법의 합헌성에 이의를 제기한 여성은 그 근거로 미국 수정헌법 제14조의 평등 조항을 들었다. 이의를 제기한 측에서는 대다수의 여성이 제대군인 신분이 아닌 상황에서 제대군인에 고용 혜택을 주는 것은 성차별이라고 주장했다.

## 같이 보기
- 대한민국의 징병제